# Harel Skaat
Harel Skaat (hebrejski: הראל סקעת; Kfar Sava, 8. kolovoza 1981.) je izraelski pjevač i predstavnik Izraela na Eurosongu 2010. godine s pjesmom Milim. Skaat je svoju glazbenu karijeru započeo nakon osvojenog drugog mjesta u talent showu Kokhav Nolad (Zvijezda je rođena), koje mu je donijelo veliku popularnost, posebice kod ženskog spola.
Nakon odsluženog vojnog roka, Skaat upisuje glumačku akademiju Beit Zvi. Godine 2004. sudjeluje u talant showu Kokhav Nolad (panden emisije Hrvatska traži zvijezu). Skaat osvaja drugo mjesto s nešto više od 800 000 glasova, iza prvoplasiranog Harela Moyala, koji je osvojio nešto više od 860 000 glasova.
Svoj debitanstski album, Harel Skaat, izdaje 2006. godine i postiže veliki uspjeh. Iako je kritika bila podijeljena, velik broj pjesama s albuma postao je iznimno uspješnim. Album je nakon samo mjesec dana oborio rekorde prodaje, a ubrzo je dobio i platinasti status.
Tijekom proljeća 2008. godine Skaat započinje rad na drugom albumu, no to rezultira tužbom njegovog vlastitog studija, Hed Artzija, za kršenje ugovora. Svi radovi na albumu su stali, no ubrzo se pojavila mogućnost rješenja jer je izraelska televizija razmatrala Skaata za izraelskog predstavnika na Eurosongu 2009. godine. No, kako Skaat i Hed Artzi nisu mogli postići dogovor, izraelska televizija odustala je od Skaata kao predstavnika i tako se tužba nastavila. Ubrzo je sud presudio u Skaatovu korist i ovaj se vratio natrag na snimanje albuma. Uskoro je i sam Skaat riješio problem sa starim studijom i mirno otišao, potpisavši ugovor s Aroma Music and Partner Communications. Prvi singl s albuma, Now I Understand, izlazi u svibnju 2009. godine, a sam je album, naslovljen Figures, u prodaju pušten 1. rujna 2009. godine. Album je u vrlo kratkom roku postigao zlatni status.
Pred kraj 2009. godine, Izraelci su birali najboljeg pjevača i pjesmu desetljeća. Skaat je završio na drugom mjestu, iza Eyala Golana, a njegova balada Ve At (I ti) proglašena je četvrtom najboljom pjesmom desetljeća.
U prosincu 2009. godine izraelska televizija ponovo bira Skaata za predstavnika za Eurosong. Tu je vijest javnosti prenio Knesset, izraelsko legislativno tijelo. Nakon kontroverze koja je nastala zbog ovakve odluke i ovakvog izbora, održano je i nacionalno finale. Skaatu su ponuđene četiri pjesme, a gledatelji i žiri su birali s kojom će pjesmom Skaat na Eurosong. Dana 15. ožujka 2010. godine, nakon što je dobila maksimalnih 120 bodova od publike i žirija, pjesma Milim izabrana je za izraelskog predstavnika za Eurosong 2010. godine u Oslu. U finalu Eurosonga, Harel je sa svojom pjesmom skupio 71 bod što je bilo dovoljno za 14. mjesto.
Tijekom emitiranja dokumentarca u listopadu 2010. godine, Skaat je javno priznao svoju homoseksualnost. O njegovoj se seksualnoj orijantaciji počelo pričati nakon kontroverzne izjave producenta i borca za prava homoseksualnih osoba, Gala Uchovskog.

## Vanjske poveznice
- Službene stranice Harela Skaata (engleski i hebrejski jezik )

### Ostali projekti
|  | Zajednički poslužitelj ima stranicu o temi Harel Skaat    |
|  | Zajednički poslužitelj ima još gradiva o temi Harel Skaat |